# Svea (biograf)
Svea, biograf vid Sveaplan, som öppnade 11 november 1994 och stängde 29 maj 2008. Clas Gunnarsson och Ulf Berggren tog över SF:s biograf Klappan, som hade öppnat 24 augusti 1984 och stängt i maj 1993. Biografen ritades av arkitekten Lennart Clemens och hade tre salonger med 90, 61 och 60 platser, totalt 211. Under Klappan-perioden var antalet platser 66, 79 och 93, totalt 238.